# Saitō Dōsan
Saitō Dōsan, conosciuto anche come Saitō Toshimasa (斎藤 道三?; 1494 – 28 maggio 1556), è stato un militare giapponese, samurai e daimyō del periodo Sengoku, appartenente al clan Saitō.
Conosciuto anche come la Vipera di Mino (美濃の蝮 Mino no Mamushi) per le sue tattiche spietate, il suo titolo onorifico presso la corte imperiale fu Yamashirō-no-kami e poiché fu anche un monaco era noto come Saitō Yamashirō-nyudō-no-kami.

## Biografia
Le origini di Saitō Dōsan non sono chiare. Secondo la storia tradizionale della sua vita nacque nella provincia di Yamashiro e fu il figlio illegittimo di Matsuda Motomune. Dopo aver tentato una carriera come venditore di olio, assunse il nome di Nishimura Kankurō ed entrò al servizio di Nagai Nagahiro della provincia di Mino. Secondo un'altra versione il padre di Dōsan, un certo Shinzaemonjō, monaco presso il tempio Myoukaku-ji di Kyoto che aveva abbandonato il sacerdozio e sposato la figlia di un mercante di petrolio, entrò, grazie al commercio, in amicizia con l'abate del tempio che era parente del clan Nagai, custode del clan Toki, shugo della provincia di Mino, che a quei tempi era amministrata da Toki Masafusa (1467-1519). Tramite la raccomandazione dell'abate Shinzaemonjô entrò al servizio di Nagai Nagahiro ed emerse rapidamente nelle file del clan Nagai, cambiando finalmente il cognome di Nagai.
Indipendentemente dalle sue radici, Dōsan contribuì a creare un'instabilità generale all'interno della provincia di Mino e intorno al 1526 Toki Yoshinari gli diede la sua concubina in sposa nella speranza che questo lo avrebbe calmato. Successivamente Dōsan uccise ufficialmente suo padre nel 1533, sconfisse i Nagai nel 1542 e prese il controllo della zona. Nel 1544 rovesciò il clan Toki e si affermò come daimyô, costruendo il castello di Inabayama. Molti dei dettagli della carriera di Dōsan a questo punto sono oscuri, ma sicuramente fu un capo spietato che uccise alcuni suoi superiori nel periodo della propria ascesa. 
Combatté contro Oda Nobuhide della provincia di Owari che sconfisse nella battaglia di Kanōguchi nel 1547. Una pace fu siglata l'anno successivo e fu deciso che la figlia di Dōsan, Nohime, avrebbe sposato Oda Nobunaga, figlio ed erede di Nobuhide.
Il figlio maggiore di Dōsan era Yoshitatsu. La madre di Yoshitatsu era concubina di Toki Yoshinari e quando nacque meno di nove mesi dopo l'unione tra i due, ci furono numerosi dubbi sul fatto Dōsan fosse l'effettivo padre.  Forse per questo Dōsan non intendeva nominare Yoshitatsu quali erede. In risposta Yoshitatsu uccise due dei suoi fratelli minori ed entrò in guerra con Dōsan nel 1556. Dōsan e Yoshitatsu si scontratrono presso il fiume Nagara nella battaglia di Nagara-gawa il 20 aprile 1556 e Dōsan, soverchiato numericamente da Yoshitatsu, fu ucciso da un certo Komaki Genta, servitore del figlio di Yoshitatsu, Tatsuoki. 
La sua tomba si trova presso il tempio Jōzai-ji a Gifu.
Si presume che Dōsan avesse nominato Nobunaga come erede e signore della provincia di Mino ma quest'ultimo non fu in grado di portare al suocero nessun aiuto. Dōsan fu noto al suo tempo per la crudeltà e considerato da molti come una figura altamente sgradevole, guadagnando il soprannome mamushi (vipera). 
La moglie era una figlia di Akechi Mitsutsugu. Dōsan aveva adottato il cognome Saitô, ex shugodai della provincia di Mino che era stato sopraffatto dai Nagai, nel 1520.